# Stiphilus quadripunctatus
Stiphilus quadripunctatus är en skalbaggsart som beskrevs av Jean Baptiste Lucien Buquet 1840. Stiphilus quadripunctatus ingår i släktet Stiphilus och familjen långhorningar. Inga underarter finns listade i Catalogue of Life.